# Équitation de loisir

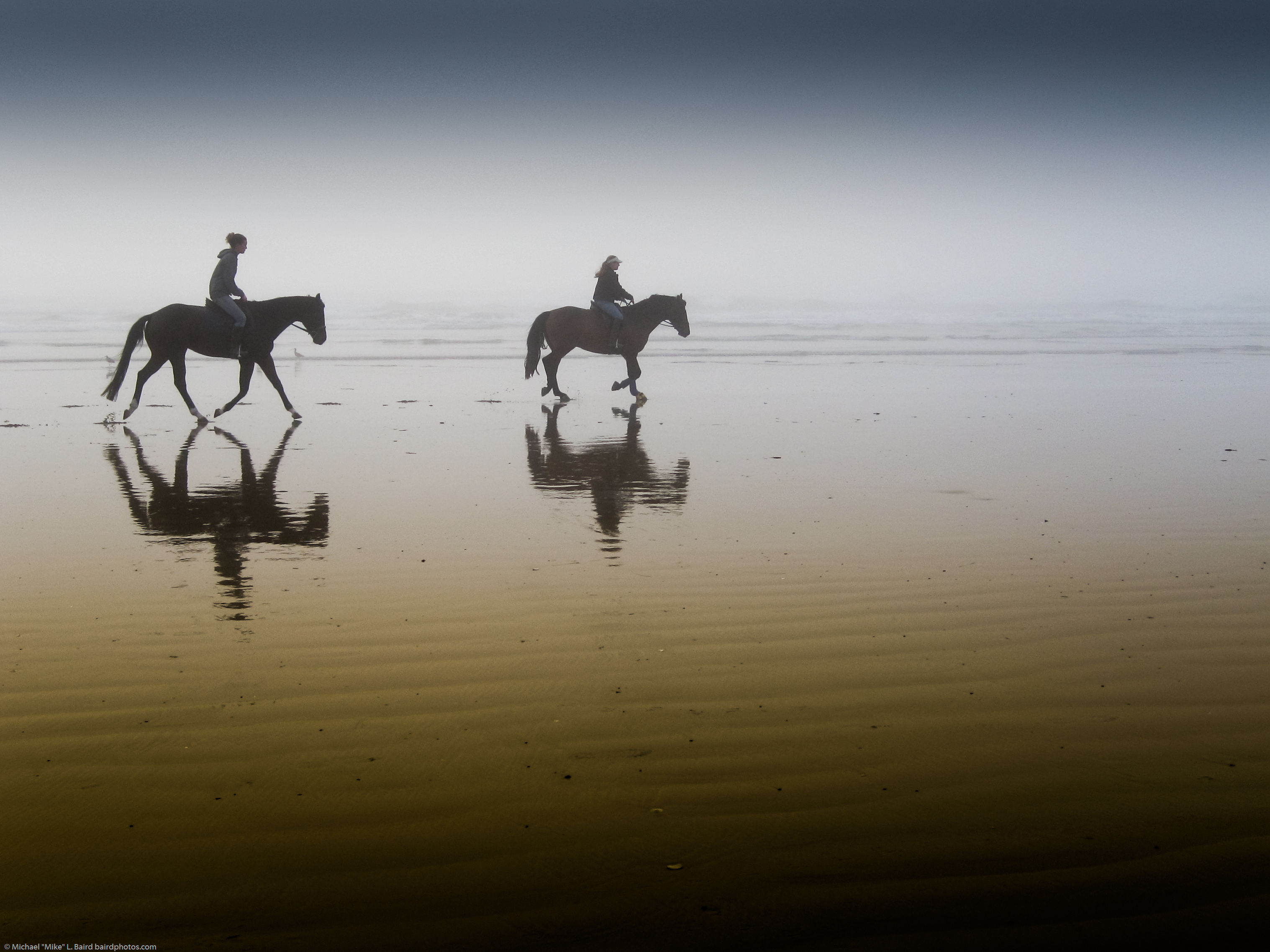
Équitation de loisir sur une plage

L'équitation de loisir est une équitation hédoniste visant la recherche du plaisir à cheval hors de toute notion de compétition, en particulier par la pratique de la randonnée équestre en pleine nature. Le concept d'équitation de loisir est récent, tout comme celui de cheval de loisir. Le développement de cette pratique accompagne l'augmentation du temps libre disponible pour la population, notamment occidentale. Il s'agit du type d'équitation le plus pratiqué en France, parfois en combinaison avec l'équitation éthologique.

## Histoire
Dans l'Antiquité et au Moyen Âge, l'équitation de loisir semble avoir été pratiquée à petite échelle par une classe sociale aisée, sans être définie comme telle. C'est désormais une pratique largement répandue parmi toutes les classes sociales occidentales. Les cavaliers indépendants, qui pratiquent l'équitation comme loisir, le font en dehors de tout encadrement. La diversité des pratiques s'est accrue. Alors que le début du XXe siècle ne connaissait que les trois disciplines olympiques issues des entraînements militaires (Dressage, CSO, CCE), l'équitation devient plus ludique à la fin du siècle. L'équitation de loisir est née en France dans les années 1960, en parallèle de la redécouverte des races de chevaux de loisir robustes adaptées à la randonnée. En Allemagne, en 1958, Ursula Bruns contribue à son développement. À partir de 1969, les premiers magazines destinés aux cavaliers de loisir font leur apparition. En conséquence, la propagation des chevaux destinés à l'équitation de loisir a fortement augmenté. Linda Tellington-Jones a promu un rapport apaisé avec le cheval à travers ses enseignements.
Le développement de l'équitation de loisir dans les pays occidentaux est récent (début des années 1990). Les études font toujours défaut (2011), malgré la multiplication largement constatée de cette pratique. Elle concerne généralement les cavaliers « amateurs », en très grande majorité des femmes.

## Aspects économiques

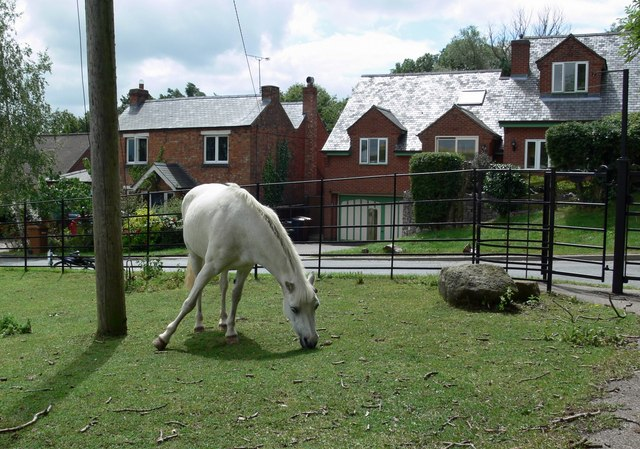
L’intérêt pour les chevaux de loisir contribue vraisemblablement au phénomène de périurbanisation.

D'après une étude de prospective réalisée par l'INRA en 2012, le marché de l'équitation de loisir est en pleine expansion et deviendra de plus en plus porteur (notamment en France) si un nombre suffisant de personnes a les moyens financiers nécessaires. 
Un aspect essentiel de l'équitation de loisir est d'être très consommatrice d'espace en zone rurale. Les chevaux eux-mêmes occupent un territoire pour leurs zones d'élevage, de pâturage et de travail, auquel il faut ajouter l'espace dévolu aux chemins de randonnée parcourus par les cavaliers. Par contre, cette activité contribue pour beaucoup au dynamisme économique de ces mêmes régions.
Certains cavaliers de loisir délèguent la garde de leur cheval à des professionnels (du type centre équestre), d'autres gardent leur cheval chez eux, généralement dans une logique de minimisation des coûts de transaction. La volonté de pratiquer des sports équestres hors compétition compte dans le choix, car les structures sportives ne sont généralement accessibles que dans les établissements professionnels. Les propriétaires indépendants sont le plus souvent des personnes aux revenus modérés, possédant du foncier, détenant des compétences équestres et qui accordent peu d’importance au fait de pouvoir s’absenter librement. L'équitation de loisir contribue vraisemblablement à développer un phénomène de périurbanisation. 
Un profond décalage perdure entre l'offre et la demande sur ce marché. En France, la majorité des chevaux sont toujours élevés pour le sport, malgré la demande nettement supérieure de l'équitation de loisir : 70 % des équidés sont acquis pour les loisirs, l’instruction ou les petits niveaux de compétition.
Pratiquer l'équitation de loisir avec son propre cheval coûte plus de 5 000 € par an (chiffres 2013), auxquels il faut ajouter les frais d'achat de matériel.